# Saceda
Saceda es una localidad española perteneciente al municipio de Castrillo de Cabrera, en la provincia de León, comunidad autónoma de Castilla y León.

## Geografía

### Ubicación
| Noroeste: Castrillo de Cabrera | Norte: Noceda de Cabrera | Noreste: Molinaferrera |
| Oeste: Marrubio                |                          | Este: Corporales       |
| Suroeste Robledo de Losada     | Sur: Nogar               | Sureste: Corporales    |

## Demografía
Evolución de la población
| Gráfica de evolución demográfica de Saceda entre 2000 y 2016       |
|                                                                    |
| Población de derecho (2000-2016) según el padrón municipal del INE |